# Tuticanus
Tuticanus es un género de arañas araneomorfas de la familia Ctenidae. Se encuentra en Sudamérica.

## Lista de especies
Según The World Spider Catalog 12.0:
- Tuticanus cruciatus Simon, 1897
- Tuticanus major (Keyserling, 1879)